# いらこん
『いらこん』は、2013年10月12日（10月11日深夜）から2016年3月25日（3月24日深夜）までフジテレビで放送されていたバラエティ番組。

## 解説
イラストコンテストを主催する生放送のバラエティ番組。様々な企業や団体からの、イラストやキャラクターの公募を行い、番組やpixivを通じて集まった応募作品の中からふさわしい者を視聴者やpixivユーザーが選び出すという様式をとっている。
番組のイメージキャラクターは第1回放送分にてアイデアが募集され、最優秀作品としてとゆび（現：古紙とゆび）の雛鳥ピク吉（リンク - pixiv）が選ばれ、番組のイメージキャラクターになったという経緯を持つ。

## 出演者
- バカリズム
- 小島瑠璃子
- 岸田メル

## スタッフ
2015年2月20日放送分
- キャラクターデザイン：とゆび
- ピク吉：徳井青空
- ナレーション：稲村透
- 企画：出樋昌稔、赤池洋文、夏野亮
- 構成：堀田延、大船知充、川島カヨ
- TP：高瀬義美
- SW：横山政照
- CAM：伊郷憲二
- VE：山下悠介
- 音声：小清水健治
- 照明：安藤雅夫
- TK：安富弘江
- 音効：佐藤賢治、上口昭雄
- CG：岡本英士
- CG送出：大竹雄一郎
- 美術プロデューサー：橋本昌和
- デザイン：齋田崇史
- 美術進行：今井隆之
- 大道具製作：内海靖之
- 大道具操作：佐藤貴志
- アクリル：石橋誉礼
- 装飾：熊倉秀一
- 電飾：平野寛
- アートフレーム：菅沼和海
- 編集：加藤昭信
- MA：谷澤宗明
- メイク：山田かつら
- スタイリスト：飯島加代子、高橋京子
- 技術協力：ニユーテレス、fmt、フジアール、ザ・チューブ、SPOT
- 特別協力：pixiv 永田寛哲、石井真太朗、濱吉玲奈、鈴木大介、堀岡亜樹、近藤佳奈
- 広報：清田美智子
- 営業：上原麻祐梨
- AP：中沢香織、徳永勝也
- AD：伊藤惠美、平出怜大
- ディレクター：玉井裕輔、渡部泉、田中勝
- 演出：冬野白球
- プロデューサー：舘寿永、織田実、中塚大悟
- 制作協力：FCC、ネットウエブ
- 制作著作：フジテレビ